# Australiens armé

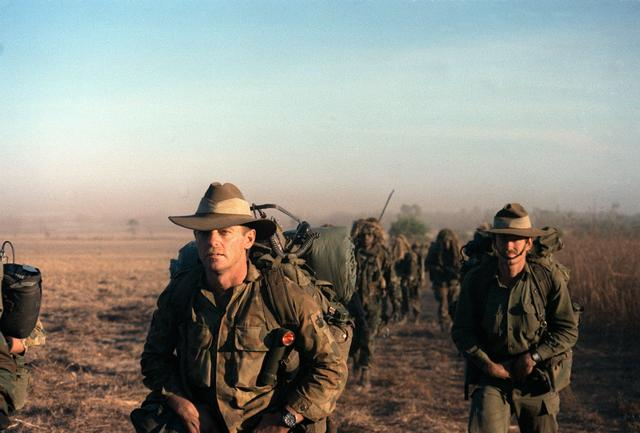
Två australiska soldater leder en kolonn med amerikanska soldater under en gemensam övning i Australien.

Australiens armé (engelska: Australian Army), är det australiska försvarets landstridskrafter. Medan australiska soldater har varit inblandade i ett antal konflikter runt om i världen har det australiska territoriet bara utsatts för direkta angrepp under Andra världskriget.

## Struktur
Armén har traditionellt strukturerats som en styrka med lätt infanteri. Detta har ändrats något de senaste åren där en ökat vikt lagts på motoriserade och mekaniserade enheter. Två av de sju reguljära infanteribataljonerna mekaniseras (med den uppgraderade M113 APC) och två motoriseras (med Bushmaster). Trots detta kommer de motoriserade och mekaniserade bataljonerna träna med en prioritering mot närstrid och betona kapacitet att patrullera och utföra liknande uppdrag utan fordon, vilket bevarar det australiska traditionella tankesättet.
Den australiska armén har alltid övat i nära samarbete med de amerikanska och brittiska styrkorna och är väl utrustade för att samverka med dessa. Försvarssamarbetet ses som närmare nu än det har varit vid någon tidpunkt sedan Vietnamkriget. På grund av Australiens relativt lilla befolkning utgör armén normalt sett en liten del av internationella operationer.

## Organisation

### Insatsorganisation
1st Division ansvarar för markstridskomponenten i de australiska försvarsstyrkornas Headquarters Joint Operations Command (HQJOC) insatsorganisation. Den har fyra direktunderställda förband och leder ett utvecklingsprojekt.
- 1st Signal Regiment, ledningsunderstödsförband för 1st Division
- 39th Operational Support Battalion, Sydney (operativt understöd)
- 2nd/30th Training Group, Malaysia   (instruktionsförband)
- Combat Training Centre (stridsskola)
- Utveckling av en australisk amfibiestridsstyrka Australian Amphibious Force.

### Grundorganisation
Forces Command ansvarar för arméns grundorganisation.
- 1st Brigade, Darwin
- 3rd Brigade, Townsville
- 6th Brigade, Sydney
- 7th Brigade, Brisbane
- 16th Aviation Brigade,  Brisbane (arméflyg)
- 17th Combat Service Support Brigade, Sydney (logistik)
- Army Recruit Training Centre, Kapooka (GMU)
- Royal Military College, Duntroon (militärhögskola)
- Combined Arms Training Centre , Puckapunyal (stridsskola)
- Army Logistics Training Centre, Bandiana (logistikutbildning)
- Army Aviation Training Centre, Oakey (flygutbildning)

### Specialförband
Special Operations Command är ledningsorganisation för den australiska arméns specialförband.
- Special Air Service Regiment
- 1st Commando Regiment
- 2nd Commando Regiment
- Special Operations Engineer Regiment (ingenjörsförband)
- Special Operations Logistics Squadron (logistikförband)
- Special Forces Training Centre  (utbildningscentrum)
- Parachute Training School (fallskärmsjägarskola)

### Tidvis tjänstgörande förband
2nd Division utgör överordnad organisation för de tidvis tjänstgörande förbanden.
- 8th Signals Regiment (ledningsunderstödsförband för 2nd Division)
- 4th Brigade
- 5th Brigade
- 8th Brigade
- 9th Brigade
- 11th Brigade
- 13th Brigade
- 51st Battalion, Far North Queensland Regiment (lätt infanteri - regionalt ytövervakningsförband)
- North West Mobile Force (NORFORCE) (lätt infanteri - regionalt ytövervakningsförband)
- Pilbara Regiment (lätt infanteri - regionalt ytövervakningsförband)

Källa:

## Truppslag och personalkårer
Ordnade efter den officiella rangordningen mellan kårerna.
- The Corps of Staff Cadets (kadettkåren vid Royal Military College)
- The Royal Australian Armoured Corps (pansartrupperna)
- The Royal Regiment of Australian Artillery (artilleriet)
- The Royal Australian Engineers (ingenjörstrupperna)
- The Royal Australian Corps of Signals (signaltrupperna)
- The Royal Australian Infantry Corps (infanteriet)
- The Australian Army Aviation Corps (arméflyget)
- The Australian Intelligence Corps (underrättelsepersonal)
- The Royal Australian Chaplains Department (militär själavårdspersonal) enbart officerare
- The Royal Australian Corps of Transport (transporttrupper)
- The Royal Australian Army Medical Corps (läkare och sjukvårdspersonal)
- The Royal Australian Army Dental Corps (tandläkare och tandsköterskor)
- The Royal Australian Army Ordnance Corps (tygpersonal)
- The Royal Australian Electrical and Mechanichal Engineers (tygteknisk personal)
- The Royal Australian Army Educational Corps (lärare i civila och militära läroämnen) enbart officerare
- The Australian Army Public Relations Service (informationspersonal)
- The Australian Army Catering Corps (förplägnadspersonal)
- The Royal Australian Army Pay Corps (ekonomipersonal och lönehandläggare)
- The Australian Army Legal Corps (auditörer) enbart officerare
- The Royal Australian Army Corps of Military Police (militärpoliser)
- The Australian Army Psychology Corps (militärpsykologer) enbart officerare
- The Australian Army Band Corps (militärmusiken)
- The Royal Australian Army Nursing Corps (sjuksköterskor) enbart officerare

Källa: